# Ginbot 7
Ginbot 7 (амх. ግንቦት 7), 15 мая — Движение за справедливость, свободу и демократию — эфиопская повстанческая организация. В 2008—2018 вела военно-политическую борьбу против правящего режима РДФЭН. Базировалась в Эритрее. Лидерами являлись профессор экономики Берхану Нега и философ Андаргачью Тсидж. После политических перемен в Эфиопии 2018 прекратила вооружённое сопротивление. В 2019 выступила среди учредителей легальной оппозиционной партии Граждане Эфиопии за социальную справедливость.

## Предыстория
В гражданской войне против марксистско-ленинского режима Менгисту Хайле Мариама активно участвовала ультралевая Эфиопская народно-революционная партия (ЭНРП). Среди её активистов были недавние студенты Университета Аддис-Абебы Берхану Нега и Андаргачью Тсидж. После разгрома вооружённых формирований ЭНРП оба вынуждены были эмигрировать. Нега стал профессором экономики в США, Тсидж — философии в Великобритании.
В 1991 году режим Менгисту был свергнут Революционно-демократическим фронтом эфиопских народов (РДФЭН), во главе которого стоял бывший однокурсник Неги и Тсиджа Мелес Зенауи. Тсидж и Нега вернулись в Эфиопию. Первоначально они поддерживали РДФЭН. Но авторитарно-репрессивное правление и этнические приоритеты правительства Зенауи вскоре вынудили их перейти в жёсткую оппозицию.
Тсидж вновь эмигрировал в 1997 году. Нега в 2001 году возглавил студенческие протесты и был арестован. На выборах 2005 Нега и вернувшийся Тсидж выступали в составе оппозиционной Коалиции за единство и демократию. Нега был избран мэром Аддис-Абебы, но вскоре снят с должности и снова заключён в тюрьму. Та же участь постигла Тсиджа. При подавлении протестов против фальсификации выборов погибли, по разным оценкам, от 100 до 200 человек.
Освободившись в 2007 году, Берхану Нега и Андаргачью Тсидж снова вынуждены были покинуть Эфиопию.

## Идеология и программа
14 мая 2008 года Берхану Нега и Андаргачью Тсидж объявили о создании движения Ginbot 7 — ግንቦት 7. Политическая декларация принята на заседании руководящего совета 26 ноября—30 ноября 2008. Целью новой организации заявлено свержение правящего режима РДФЭН всеми методами гражданского сопротивления, от мирных протестов до вооружённой борьбы.
Название Ginbot 7 переводится как 15 Мая — день эфиопских выборов 2005 года. Полное название: 15 мая — Движение за справедливость, свободу и демократию. Иногда используется название Патриотическое Движение 15 мая за единство и демократию, в англоязычном написании — Patriotic Ginbot 7 for Unity and Democracy.
Идеология и программа во многом воспроизводят лево-демократические установки ЭНРП: свобода, демократия, социальная справедливость. Особый акцент делается на равенстве прав граждан независимо от партийной принадлежности и национальности.
В качестве ценностей и принципов Ginbot 7 названы
- права человека как краеугольный камень будущей политической системы

- демократизация государственных структур, которая позволит пресекать диктаторские притязания политиков

- ориентация управления на интересы граждан

- социальное вознаграждение заслуг перед страной, а не политической и этнической принадлежности

- национальный патриотизм, для которого этнические, религиозные, культурные, географические и другие различия «являются источником гордости, а не троянским конём дезинтеграции»

- борьба с любыми попытками использовать этнокультурные различия в эгоистических целях

- формирование «принципиального, динамичного, просвещённого и трудолюбивого» государственного руководства, которое «служит стране, являясь примером для граждан»

Ginbot 7 выражает намерение создать политический союз с другими оппозиционными партиями и организациями.
Правящий режим РДФЭН рассматривается Ginbot 7 как «фашистский и расистский» (ЭНРП считала фашистским режим Менгисту). Под фашизмом имеются в виду диктаторское правление, репрессии, нарушения прав человека. Под расизмом — доминирование в политической и экономической власти этнических тиграи, особенно заметные при Мелесе Зенауи, представлявшем НФОТ.

## Повстанческая борьба
Характер политического режима исключал возможность легальной деятельности Ginbot 7 в Эфиопии. Упреждающий удар был нанесён в апреле 2009 — власти заявили о раскрытии антигосударственного заговора и арестовали несколько десятков активистов. Берхану Нега был заочно приговорён к смертной казни. Ginbot 7 объявлен в Эфиопии террористической организацией. В 2014 году был арестован в Йемене, доставлен в Эфиопию и заключён в тюрьму Андаргачью Тсидж.
В таких условиях главным методом Ginbot 7 стала партизанская борьба.

Ginbot 7 делает примерно то же, что некогда ЭНРП. Партизанит и устраивает нападения на функционеров. Вылазки производятся по накатанной схеме: выдвижение из Эритреи, удар, быстрый отход назад. Выявлена закономерность: чем жёстче власти подавляют мирные протесты, тем активнее деятельность боевых групп Ginbot 7.

Вооружённые формирования Ginbot 7 — Народные вооружённые силы — базируются в Эритрее, близ Асмэры. Правительство Исайяса Афеворки предоставляет плацдарм и укрытие, поскольку заинтересовано в дополнительном факторе военно-политического давления на Аддис-Абебу. Сотрудничество Ginbot 7 с эритрейским режимом в условиях эфиопо-эритрейского конфликта используется эфиопскими властями для обличительной пропаганды.
После ареста Андаргачью Тсиджа повстанческие формирования лично возглавил профессор Берхану Нега, оставивший преподавательскую работу в Бакнеллском университете. Военная тактика повстанцев основывается на скоротечных боевых рейдах в Эфиопию
(как правило, с последующим отступлением на эритрейскую территорию). В начале 2015 была достигнута договорённость об объединении вооружённых сил Ginbot 7 и другой повстанческой организации — Эфиопского народно-патриотического фронта.
В ноябре 2013 года командование Народных вооружённых сил сообщило, что служба безопасности пресекла попытку убийства эфиопскими спецслужбами группы политических лидеров и полевых командиров Ginbot 7. Сорванный план был охарактеризован как «позорный и бесцельный акт режима НФОТ».
В сентябре 2015 года в эритрейских СМИ появилась информация о присоединении к этому союзу ещё двух организаций вооружённой оппозиции — Фронта освобождения оромо и (что привлекло особое внимание) Демократического движения народов Тыграй (регион Тыграй — традиционный оплот НФОТ).
Комментаторы отмечают, что интенсивность вооружённой борьбы нарастает по мере подавления властями мирных протестов и ужесточения социальной политики в Эфиопии. По состоянию на 2016 год численность отрядов Ginbot 7 оценивается примерно в 200 человек. При этом некоторые комментаторы напоминают, что первоначально отряды НФОТ, одержавшие победу в гражданской войне, были столь же немногочисленны. Берхану Нега выражает уверенность, что свержение режима РДФЭН—НФОТ «не займёт десяти лет».

Патриоты положат конец господству фашизма и расизма. Эфиопия будет свободной. Освободительная борьба предотвратит катастрофу. Наш основатель доктор Берхану Нега лично возглавил борьбу. В этот критический час Движение призывает всех патриотов подняться против фашистской диктатуры НФОТ.

В феврале 2017 года Берхану Нега вновь прибыл в США и занялся сбором средств на вооружённую борьбу Ginbot 7. Американские сторонники эфиопского правительства высказали возмущение в связи с тем, что президент США Дональд Трамп допускает нарушение Закона о нейтралитете и позволяет «якобы во имя демократии собирать деньги на террористическую армию из 200 человек, базирующуюся в Эритрее, государстве, которое называют африканской Северной Кореей».

## Легализация и преобразование
В апреле 2018 правительство Эфиопии возглавил Абий Ахмед Али. Новый премьер-министр приступил к широкомасштабным реформам. Провозглашена и по ряду признаков реализуется программа преобразований, включающая широкую демократизацию. Распущен РДФЭН (на его базе создана новая Партия процветания). После тридцатилетнего правления перешёл в оппозицию НФОТ. Этот курс характеризуется как «постепенное дистанцирование от этнического правления», отход от прежнего авторитарного режима, значительная либерализация и демократизация политической системы.
Одним из проявлений этой политики стало решение парламента Эфиопии исключить Ginbot 7 из списка террористических организаций. Правительство гарантировало также содействие в социальной адаптации амнистированных повстанцев, возвращающихся в Эфиопию из Эритреи (это обещание не было реализовано в полной мере).
Были освобождены тысячи политзаключённых, в том числе Андаргачью Тсидж, сняты обвинения и отменён смертный приговор в отношении Берхану Неги. В новых условиях Берхану Нега счёл возможным вернуться в Эфиопию и перейти к мирной оппозиционной деятельности. В июне 2018 организация Ginbot 7 объявила о прекращении десятилетней вооружённой борьбы.
В декабре 2018 года было объявлено о предстоящем роспуске Ginbot 7 и создании на её основе легальной оппозиционной партии. В мае 2019 на конференции в Аддис-Абебе была учреждена партия Граждане Эфиопии за социальную справедливость (ГЭСС). В её создании участвовали семь политических организаций, включая Ginbot 7. Консолидация достигнута на национал-либеральной платформе. Самостоятельное существование Ginbot 7 завершилось.
12 мая 2019 лидером партии избран Берхану Нега. Основными задачами партии он назвал содействие реформам, обеспечение стабильности и продвижение к демократии. На предстоящих в 2021 парламентских выборах ГЭСС выдвигает своего лидера на пост премьер-министра Эфиопии.